# America's Newsroom
America's Newsroom é um telejornal estadunidense transmitido pelo canal Fox News e atualmente apresentado por Sandra Smith ao vivo das 9h ao meio-dia de segunda a sexta-feira.
O programa se concentra no desenvolvimento dos eventos do dia com entrevistas, atualizações de eventos atuais e análises políticas. O programa faz parte da programação do programa Fox News desde 12 de fevereiro de 2007, e é o noticiário líder de audiência em seu horário.